# Maurice Dewulf

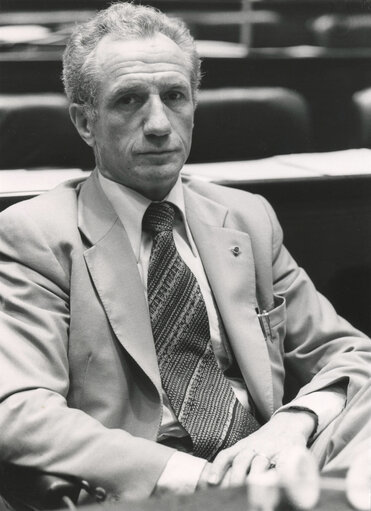
Maurice Dewulf in het Europees Parlement in september 1977.

Maurice Alfons Maurice Jozef Dewulf (Sint-Denijs-Westrem, 25 september 1922 – Gent, 9 juni 2008) was een Belgisch volksvertegenwoordiger en senator.

## Biografie
Maurice Dewulf trouwde in 1951 met Jacqueline Zenner en ze hadden een talrijk gezin.
Hij promoveerde tot doctor in de rechten aan de Rijksuniversiteit Gent. In 1952 werd hij secretaris van de CVP van het arrondissement Gent-Eeklo. Tegelijk was hij Nationaal Bureaulid bij de CVP-Jongeren en was hij actief bij de Europese jonge christendemocraten.
In 1952-1953 werd hij gemeenteraadslid en schepen van Sint-Denijs-Westrem en vanaf 1958 was hij gemeenteraadslid van Zelzate en bleef dit tot in 1976.
In 1954 werd hij voor de CVP verkozen tot lid van de Kamer van volksvertegenwoordigers voor het arrondissement Gent. In 1974 werd hij lid van de Senaat: eerst van 1974 tot 1977 rechtstreeks verkozen, vervolgens van 1977 tot 1981 gecoöpteerd. Hij zetelde tot in 1981. Vanaf 1968 zetelde hij ook in het Europees Parlement en werd er in de zitting 1973-1974 ondervoorzitter.
In de periode december 1971-oktober 1980 zetelde hij als gevolg van het toen bestaande dubbelmandaat ook in de Cultuurraad voor de Nederlandse Cultuurgemeenschap, die op 7 december 1971 werd geïnstalleerd. Vanaf 21 oktober 1980 tot november 1981 was hij tevens korte tijd lid van de Vlaamse Raad, de opvolger van de Cultuurraad en de voorloper van het huidige Vlaams Parlement.

### Landbouw
Binnen de CVP behoorde Dewulf tot de mandatarissen die aanleunden bij de Belgische Boerenbond, zodat hij zich in het parlement vooral interesseerde voor landbouwaangelegenheden. 
Hij was lid van de commissies Landbouw en Buitenlandse Zaken in de Kamer, de Senaat en het Europees Parlement.

### Ontwikkelingssamenwerking
Daarnaast ging zijn belangstelling naar de ontwikkelingssamenwerking. In het parlement en in zijn partij werd hij beschouwd als een specialist van de Noord-Zuidproblematiek. Hij was ondervoorzitter van de Kamercommissie voor Ontwikkelingssamenwerking en van 1974 tot 1978 voorzitter van de Senaatscommissie bevoegd voor dit domein. Eveneens leidde hij van bij de oprichting de studiecommissie binnen de CVP voor ontwikkelingssamenwerking. 
Zijn betrokkenheid bij het Europese ontwikkelingsbeleid resulteerde in het co-voorzitterschap van het Paritair Comité van de Yaoundé-Associatie, een functie die hij uitoefende van 1969 tot 1979.
Dewulf vertegenwoordigde meermaals België in de Algemene Vergadering van de Verenigde Naties. Hij was lid van de Tweede Commissie, belast met het mondiale ontwikkelingsbeleid. Op verschillende UNCTAD-conferenties behoorde hij tot de Belgische afvaardiging. 
In het kader van de niet-gouvernementele ontwikkelingshulp was Dewulf onder andere lid van de Algemene Vergaderingen van het NCOS, voorzitter van het Nationaal Komitee voor Onthaal van buitenlandse studenten en voorzitter van de Internationale Vereniging voor plattelandsontwikkeling. 
Na de politiek, was hij van 1982 tot 1986 voorzitter van de Belgische Raad van Advies voor de Ontwikkelingssamenwerking. Hij was ook actief in de vereniging Christenen voor Europa.

## Publicatie
- Vijftig jaar Verenigde Naties. De volgende vijftig jaar? Naar een nieuw mondiaal bestuur, 1996.